# Симкович, Алексей Ефимович
Алексей Ефимович Симкович (24 марта 1931, Киев, УССР, СССР — 17 июня 2017, Самара, Россия) — советский и российский актёр, заслуженный артист РСФСР (1989).

## Биография
Родился 24 марта 1931 года в Киеве.
В 1951 году окончил студию при Тбилисском русском театре юного зрителя (педагог Н. Я. Маршак). Работал в театрах юного зрителя Тбилиси (1954—1959 и 1971—1974), Казани (1959—1963), Куйбышева (1963—1966), Ростова (1966—1969 и 1974—1980), Волгограда (1969—1971).
С 1980 года — актёр Куйбышевского (Самарского) ТЮЗа.
Сыграл более 250 ролей.
В течение нескольких лет руководил молодёжным театром Куйбышевского государственного медицинского института.
Скончался 17 июня 2017 года на 87-м году жизни в Самаре.

## Семья
- Был дважды женат: от первого брака сын Владислав и дочь — Лика Нифонтова (род. 1963), актриса, народная артистка РФ (2005).
- Зять — Сергей Урсуляк (род. 1958), режиссёр, сценарист, продюсер.
- Внучка — Дарья Урсуляк (род. 1989), актриса театра «Сатирикон».
- От второго брака дочери Анастасия и Диана.

## Театральные работы
- Корчагин («Как закалялась сталь» по Н. Островскому)
- Чапаев («Песнь о комдиве» В. Молько и В. Разумневича)
- Урядник («Поминальная молитва» Г. Горина)
- Полоний («Гамлет» У. Шекспира)
- Принц, Король («Золушка» Е. Шварца)
- Артур-Овод («Итальянская трагедия» А. П. Штейна)
- Бургомистр («Дракон» Е. Шварца)
- Вольпоне («Вольпоне» Б. Джонсона)
- Д’Артаньян («Три мушкетёра» по А. Дюма)
- Дживола («Карьера Артуро Уи» Б. Брехта)
- Дон Мануэль («Дама-невидимка» П. Кальдерона)
- Дормедонт («Поздняя любовь» А. Н. Островского)
- Евдокимов («104 страницы про любовь» Э. С. Радзинского)
- Илико («Я, бабушка, Илико и Илларион» Н. Думбадзе)
- Ленин («Именем революции» М. Ф. Шатрова)
- Леонидик («Мой бедный Марат» А. Н. Арбузова)
- Петя Трофимов («Вишнёвый сад» А. П. Чехова)
- Робин Гуд («Робин Гуд» С. Заяицкого)
- Скапен («Плутни Скапена» Ж.-Б. Мольера)
- Солёный («Три сестры» А.П. Чехова)
- Терешко-Колобок («Трибунал» А. Макаёнка)
- Фридман («Лавка метафор» Ю. К. Олеши)
- Царь Фанфур («Синее чудовище» К. Гоцци)
- Чубуков («Предложение» А. П. Чехова)
- Кнуров («Бесприданница» А. Островского)
- Мельник («Бумбараш» Е. Митько, Ю. Михайлова, В. Дашкевича)
- Гарри («Последняя любовь» («В тени виноградника») В. Мухарьямова)
- Мартын Нароков («Таланты и поклонники» А. Островского)
- Журналист («Остановите Малахова» В. Аграновского)
- Марио («Женщина в подарок» Тердзоли и Вайме)
- Барсук («Домик-пряник» М. Стеглика)
- «Провинциальные анекдоты» А. Вампилова
- «Малыш» по повести братьев Стругацких
- «Ревизор» Н. В. Гоголя
- «Рядовые» А. Дударева

## Режиссёрские работы в театре «СамАрт»
- «Похождения храброго Кикилы» Г. Нахуцришвили, В. Гамрекели
- «Человек со звезды» К. Виттлингера
- «За рекой моя деревня» Ш. Роквы
- «Конёк-Горбунок» по П. Ершову
- «Али-баба и сорок разбойников» В. Смехова
- «Кот в сапогах» Л. Макарьева по сказке Ш. Перро

## Призы и награды
- Лауреат I Всероссийского фестиваля детских театров (1957).
- Заслуженный артист РСФСР (1989)[5].
- Почётная грамота Губернатора Самарской области (1999).
- Лауреат губернского профессионального конкурса «Самарская театральная муза» в номинации «Лучшая мужская роль второго плана в драматическом театре» (2007).
- Лауреат III Всероссийского фестиваля национальной драматургии (2008).
- Специальная премии жюри конкурса «За преданность актёрской профессии» (2009).
- Почётный знак Губернатора Самарской области «За труд во благо земли Самарской» (2010).